# FK Drita
O FK Drita é um clube de futebol macedônio com sede em Tetovo. A equipe compete no Campeonato Macedônio de Futebol, na terceira divisão.

## História
O clube foi fundado em 1994.